# روبرتو مالتالیاتی
روبرتو مالتالیاتی (انگلیسی: Roberto Maltagliati؛ زادهٔ ۷ آوریل ۱۹۶۹) بازیکن فوتبال اهل ایتالیا است.
از باشگاه‌هایی که در آن بازی کرده‌است می‌توان به باشگاه فوتبال اسپتزیا، باشگاه فوتبال تورینو، باشگاه فوتبال پارما، باشگاه فوتبال آنکونا، باشگاه فوتبال پیاچنزا، و باشگاه فوتبال کالیاری اشاره کرد.